# (73866) 1997 AB1
(73866) 1997 AB1 – planetoida z pasa głównego asteroid okrążająca Słońce w ciągu 3,5 lat w średniej odległości 2,3 j.a. Odkryta 2 stycznia 1997 roku.